# Тази Гиззат
Тази́ Гизза́т (тат. Таҗи́ Гыйззә́т), полное имя Тази́ Калиму́ллович Гизза́т (Гиззату́ллин) (тат. Таҗи́ Калимулла́ улы Гыйззәту́ллин); (3 [15] сентября 1895, деревня Варзи-Омга, Елабужский уезд, Вятская губерния — 7 мая 1955, Казань, Татарстан) — татарский драматург. Заслуженный деятель искусств Татарской АССР (1939), Заслуженный деятель искусств РСФСР (1940).

## Биография

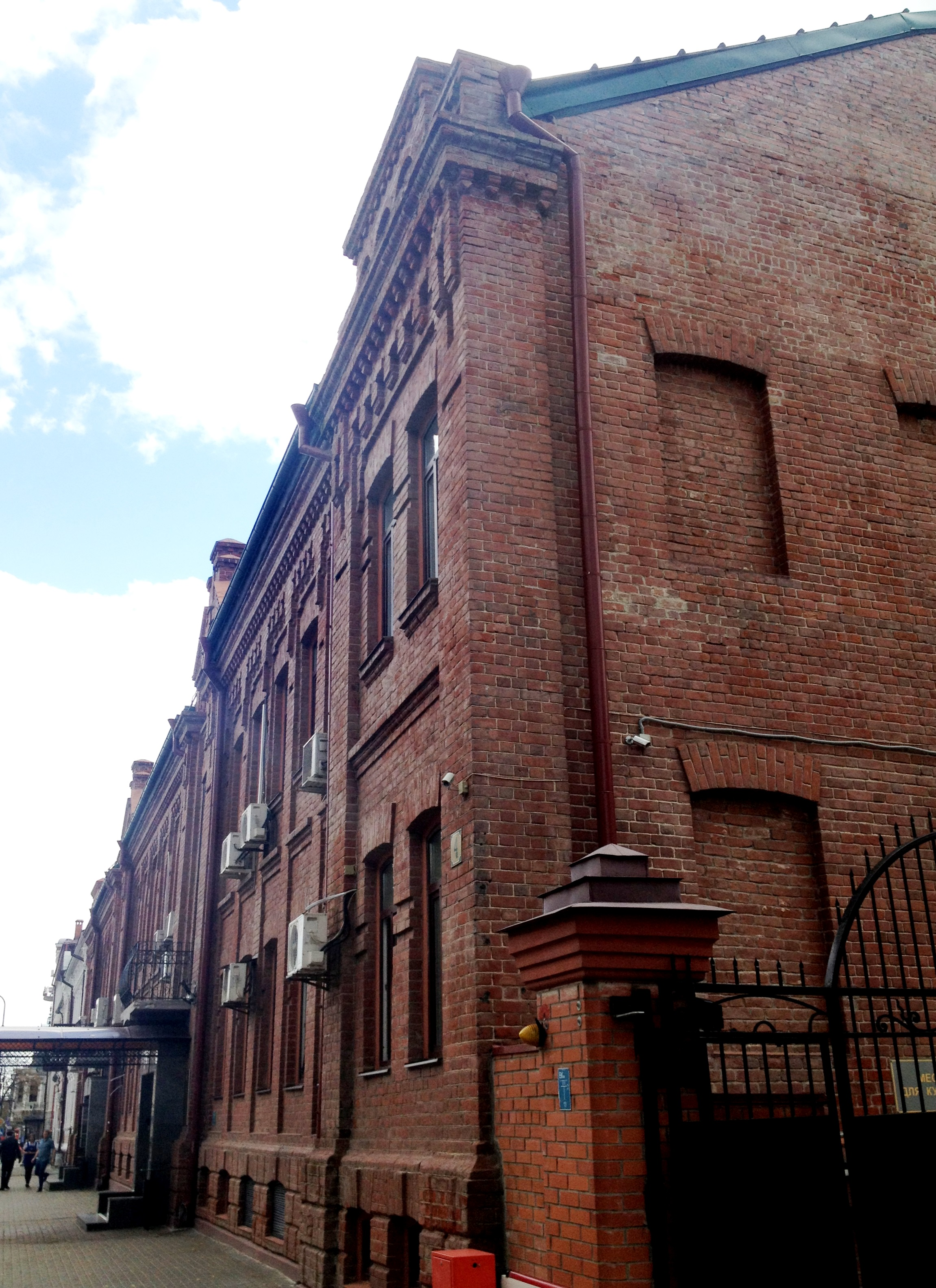
Дом, в котором жил Тази Гиззат

Тази Гиззат родился (3) 15 сентября 1895 года в деревне Варзи-Омга Агрызского района Республики Татарстан в крестьянской семье. В тяжелые предреволюционные годы работал батраком у богатых помещиков и на Воткинских заводах в Вятской губернии.
В 1912—1918 годах работал на оружейном заводе в Ижевске, откуда и ушёл в Красную Армию, где прослужил 3 года.
Во время службы в армии он впервые раскрыл свой творческий дар.
Знакомство с известным драматургом, театральным деятелем и режиссёром Каримом Тинчуриным также сыграло важную роль в жизни Т. Гиззата. Именно К. Тинчурин помог устроиться Гиззату в театральную студию режиссёра Зайни Султанова в Самаре.
Уехав из Самары, Гиззат работал в Оренбургском татарском драматическом театре, под руководством Ильяса Кудашева-Ашказарского — одного из основоположников татарского театрального искусства.
Т. Гиззат также работал в Елабужском и Московском татарских театрах, академическом театре им. Г. Камала, на этой сцене были поставлены и его первые пьесы.
Постепенно у Тази Гиззата проявляется тяга к драматургии. Будучи выходцем из крестьянской семьи, Тази Гиззат хорошо знал жизнь татарского крестьянства и рабочего класса, также он был хорошим знатоком фольклора. Всё это, а также дружба с корифеями татарского театра К. Тинчуриным, И. Кудашевым-Ашказарским, 3. Султановым повлияло на профессиональный облик первых пьес Тази Гиззата, на их высокое мастерство.
1942—1944 работал ответственным секретарем Союза писателей Татарстана. Член КПСС с 1942 года.

## Творчество
Одна из самых известных пьес Гиззата драма «Наемщик» (1925), премьера которой состоялась в декабре 1928 года. Режиссёр спектакля С. Валеев-Сульва, музыку к драме написал известный композитор Салих Сайдашев. Вместе с композитором Джаудатом Файзи Гиззат создает первую татарскую музыкальную комедию «Башмачки» (1953).
Всего Т. Гиззат создал 37 пьес среди которых
- «Потоки» (1937)
- «Искры» (1934)
- «Бишбулек» (1938)
- «Священное поручение» (1946)
- «Жертва эгоизма» (1950) и другие.

Также Тази Гиззат плодотворно занимался переводами на татарский язык пьесы С. В. Михалкова и А. Е. Корнейчука.
Тази Калимуллович Гиззат умер 7 мая 1955 года в Казани.
Пьесы драматурга-классика Тази Гиззата внесли значительный вклад в развитие татарской драматургии.

## Память

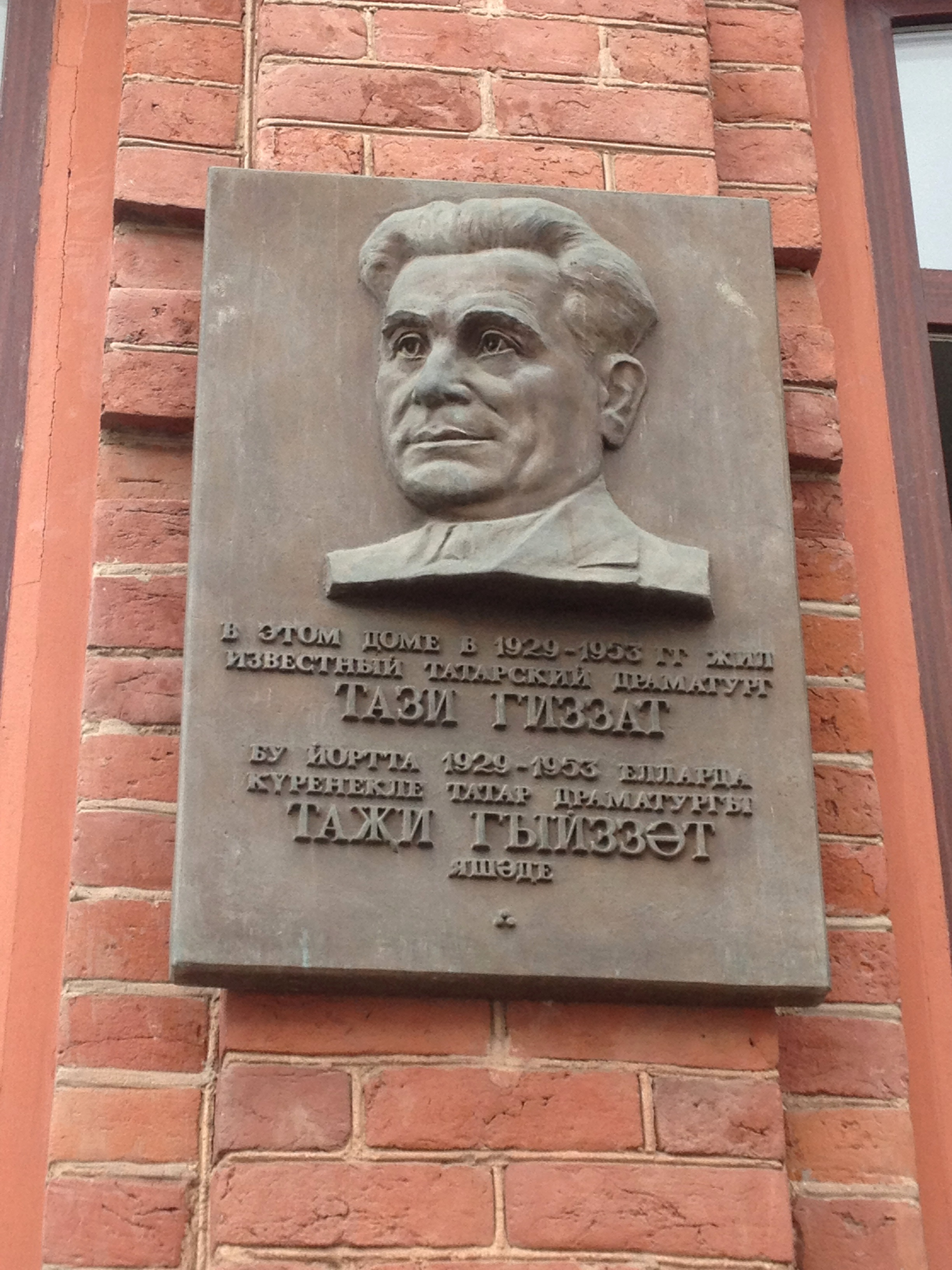
Мемориальная доска в Казани

Похоронен на Татарском кладбище в Казани.
Его именем названы улицы в Вахитовском районе г. Казани, в г. Елабуга, в г. Азнакаево, с. Кичкетан.

## Звания и награды
- орден «Знак Почёта» (31.01.1939)[7]
- Заслуженный деятель искусств ТАССР (1939)
- Заслуженный деятель искусств РСФСР (1940)